# مزخرف واجهة
مزخرف الواجهة هم عمال التجزئة الذين يقومون بترتيب عرض البضائع في نوافذ المتاجر وواجهاتها أو داخله.

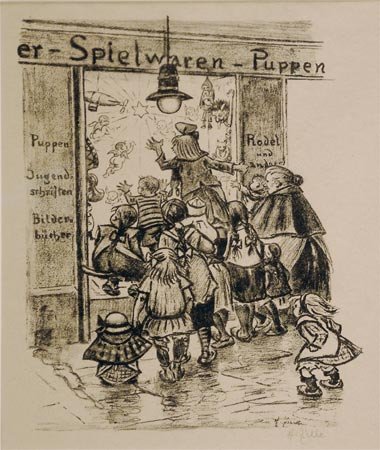
مزخرف واجهة